# Springfield (Nouvelle-Zélande)
Pour les articles homonymes, voir Springfield.
Springfield est une petite ville du district de Selwyn, dans la région de Canterbury, dans l'Île du Sud en Nouvelle-Zélande.

## Situation
Elle est localisée au pied des Alpes du Sud, à 65 km à l’ouest de la ville de Christchurch, et c’est la plus à l’ouest des villes du centre des "Plaines de Canterbury".
Springfield est située au pied des collines, à moins d’une heure du centre de Christchurch sur le trajet de la route State Highway 73 (en), dénommée la « la grande route Alpine (en) ».

## Toponymie
La ville de Springfield, était appelée Kowai Pass jusqu’en 1880.
Le nom de Springfield est associé de longue date avec la ligne de la ligne Midland qui est la ligne centrale de l’île du sud.

## Population
Lors du recensement de 2001 en Nouvelle-Zélande (en), elle avait une population de 219 habitants.

## Caractéristiques
La ville a une église d’architecture renouveau gothique dédiée à saint Pierre, conçue par l’architecte Cyril Mountfort (en).
C’est la ville de naissance de Rewi Alley (en), connu pour son travail en Chine au milieu du XXe siècle.
Il y a un important mémorial, qui lui est dédié, situé un peu en dehors de la route principale, sur un terrain, qui lui est réservé.
Il comprend une grande pierre sculptée et un certain nombre de panneaux donnant des détails sur sa vie.

## Évènements
Le 15 juillet 2007, une statue d’un donut géant, de couleur rose, qui fut érigé pour promouvoir la sortie du film The Simpsons Movie.
Il fut ensuite mis au jour et détruit par un incendie volontaire le 25 septembre 2009. Un grand pneu peint en rose fut utilisé comme substitut jusqu’à ce qu’il soit remplacé par une version en béton inauguré le 1er juillet 2012 ,.

## Accès
Springfield est une halte significative pour le parcours du train nommé le TranzAlpine (en) dans sa traversée des Alpes du Sud sur la ligne de la Ligne Midland.
La ville est aussi le siège du Midland Rail Heritage Trust (en) un groupe de volontaires consacré à la préservation du chemin de fer, qui a établi sa base dans l’ancien dépôt de locomotive du Département des chemins de fer de la NZR (en) situé à l’opposé de la station ferroviaire.

## Galerie

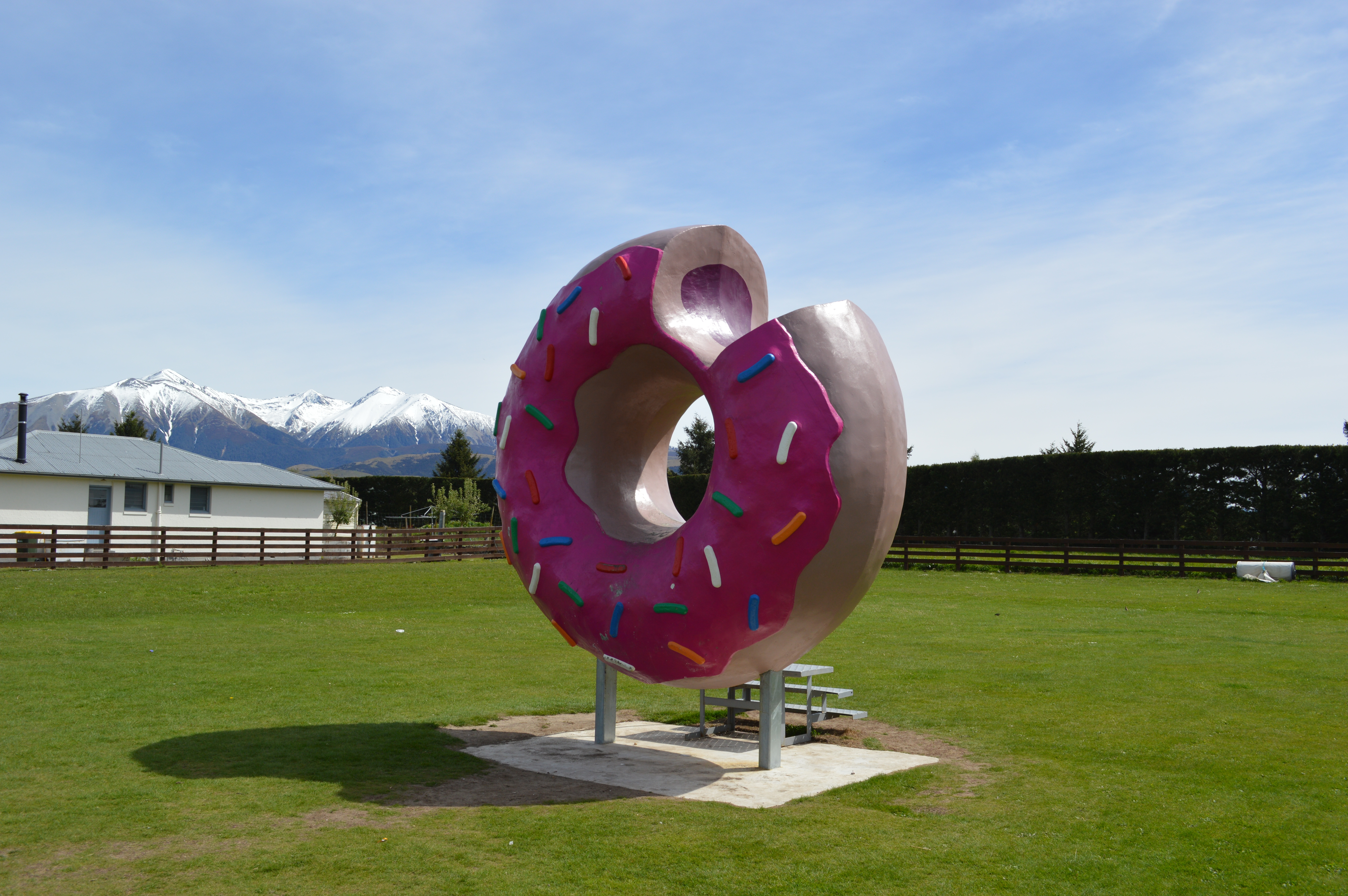
Le " Donut de Springfield "
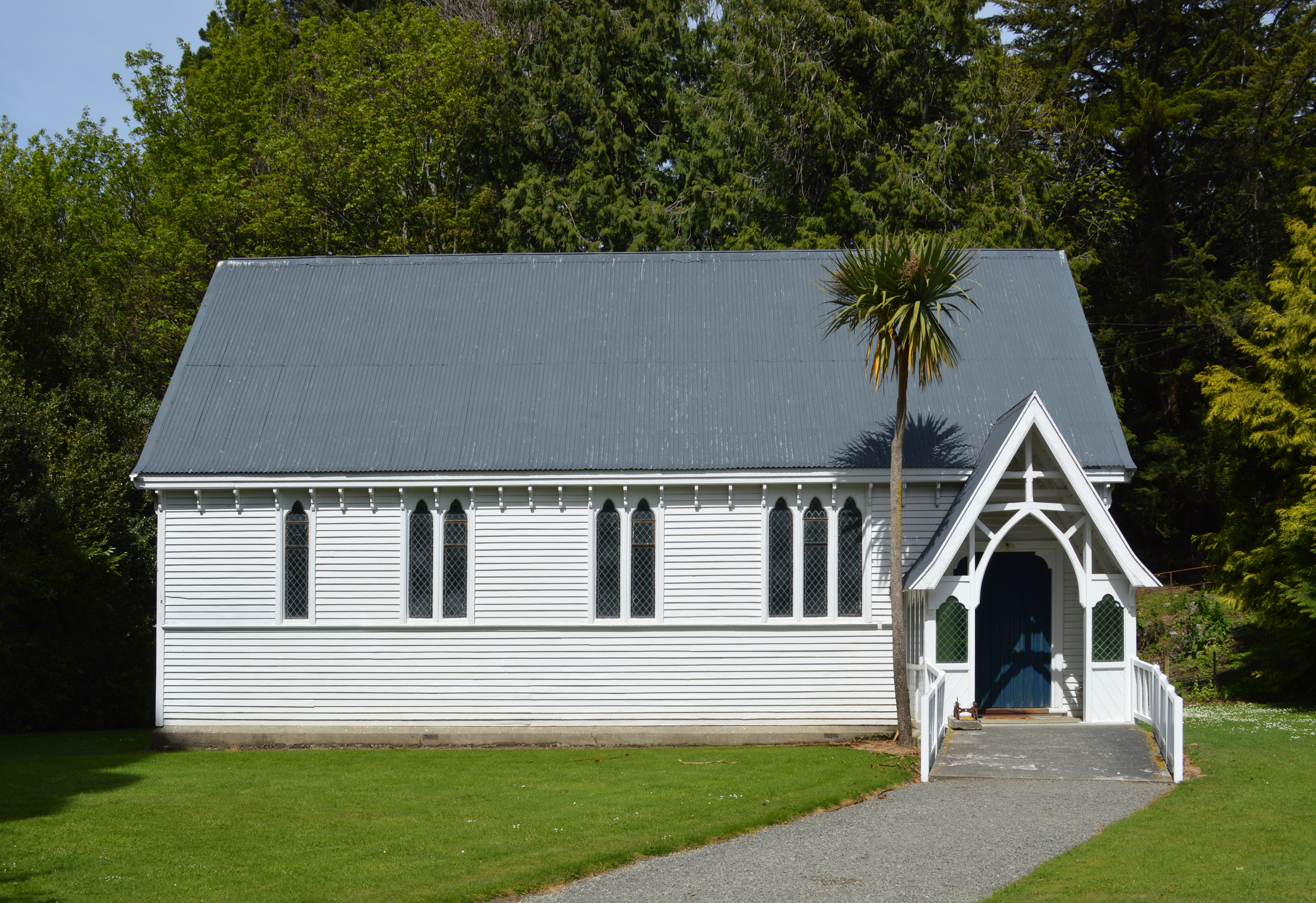
L’église 'St Peter'
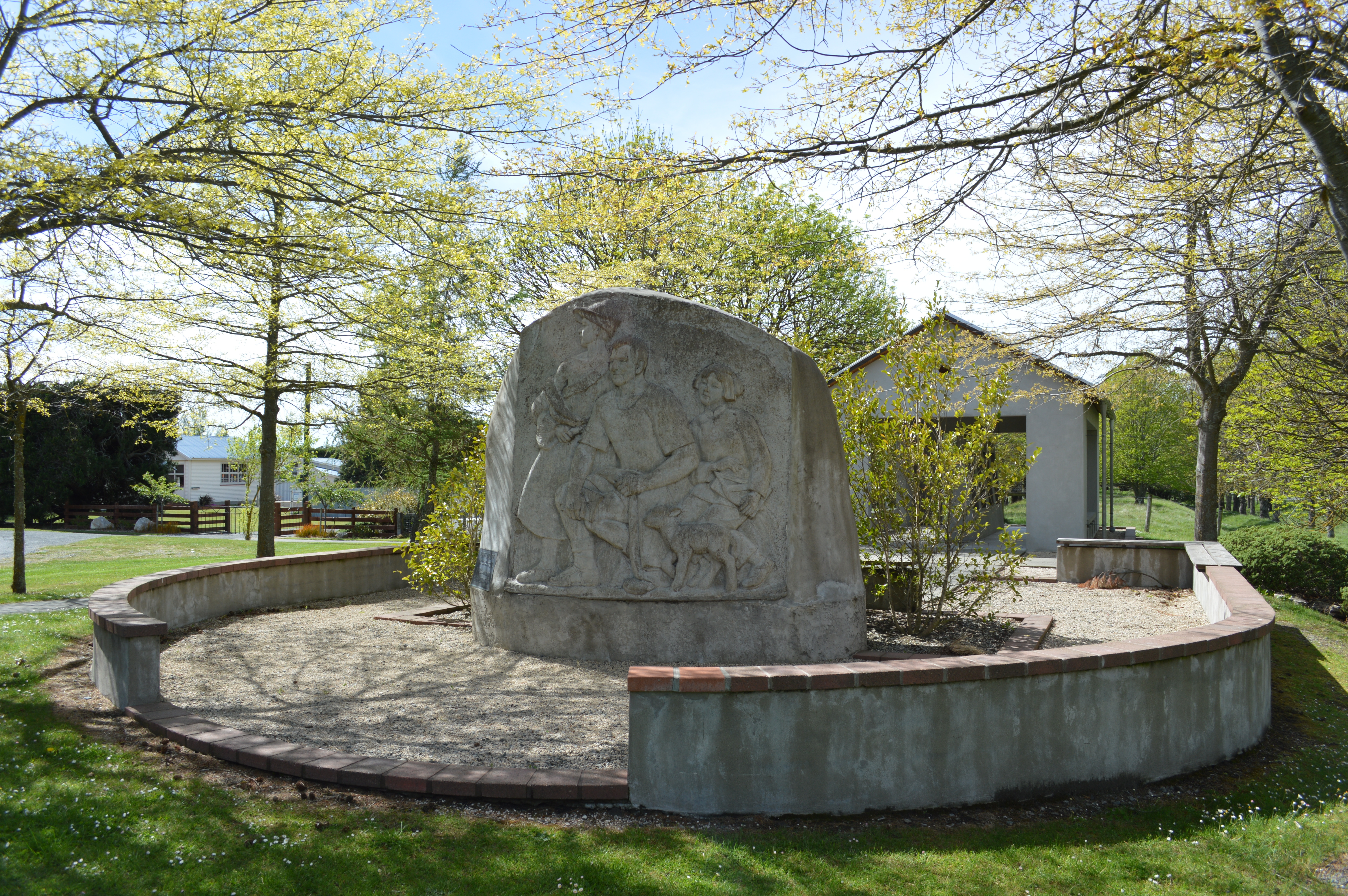
Memorial pour  'Rewi Alley'